# 九七式艦上偵察機
九七式艦上偵察機は日本海軍の艦上偵察機である。機体略号はC3N。1937年（昭和12年）に制式採用されたが、同時期に採用された九七式艦上攻撃機が性能優秀かつ本機の任務を代替できることが判明したため量産されずに終わった。

## 概要
1935年（昭和10年）に日本海軍は中島飛行機と三菱重工業に艦上偵察機の試作を内示、三菱が辞退したため、中島の一社特命として十試艦上偵察機の仮称で試作指示を出した。海軍からの要求の主な内容は、
- 3座の単葉機
- 全幅14m、全長10m以内
- 最大速度370km/h以上
- 航続距離2,200km
- 主翼が折りたたむことが出来、着艦フックやフラップ装備

などだった。
本機は十試艦上攻撃機（後の九七式艦上攻撃機）と並行して開発されたため、中島では機体構造やエンジン（ただし偵察機は「光」二型、攻撃機は「光」三型）に共通性を持たせることとした。このため両機の外見はよく似ているが、当機のほうが一回り小さく脚も固定式である。1936年（昭和11年）10月に完成した1号機は、日本艦上機初の密閉式風防や上方折り畳み主翼、海軍実用機初のセミインテグラル・タンクや可変ピッチプロペラなどの新技術が盛り込まれた斬新な機体であった。これらの新機軸は、製作中だった十試艦上攻撃機にも取り入れられている。海軍では空母で発着艦試験等の通常のテストのほか、中国大陸で陸上偵察機として配備して実用試験を行ったが、結果が良好だったため九七式艦上偵察機として1937年（昭和12年）9月に制式採用が決定した。
しかし、同年11月に制式採用になった九七式艦上攻撃機が思いの外高性能であり、本機と遜色ない性能を発揮したため、海軍は搭載スペースの限られる航空母艦上では出来るだけ艦載機種を統合した方が得策と判断し、九七艦攻を偵察にも兼用することに方針を変更した。そのため、本機は制式採用されたにもかかわらず試作機2機のみの生産で量産は行われなかった。量産に入らなかった背景としては、中島に対して生産機種を絞り込ませて九七式艦攻1機種に生産を集中させようという海軍の意図もあったようである。
制式採用された九七艦偵は、中国大陸に展開中の第十二航空隊に配備された。偵察および爆撃任務で10回弱の作戦行動に当たったが、2機のうち1機は1937年（昭和12年）末から翌年初めにかけて対空射撃を受け被弾により墜落、残る1機も大破し破棄された。実用性に優れた本機は、後に採用された九八式陸上偵察機（九七式司令部偵察機の海軍型）や偵察機となったセバスキー陸上複座戦闘機よりも、運用する兵員からの評判はよかったと言われる。本機以降、海軍は艦上偵察機は艦上攻撃機や爆撃機を流用することで対処し、専用の艦上偵察機は彩雲まで製作されなかった。

## 要目
- 全長 10.00m
- 全幅 13.95m
- 自重 1,805kg
- 発動機　中島「光」二型　空冷星型9気筒　出力860馬力（公称）
- 最高速度 387km/h
- 航続距離 2,278km
- 武装　7.7mm機関銃×2
- 乗員　3名